# Badminton 2015
Höhepunkte des Badmintonjahres 2015 waren die Weltmeisterschaft und der Sudirman Cup. Bedeutende Turnierserien waren die BWF Super Series und der BWF Grand Prix. Bei Multisportveranstaltungen stand Badminton bei den Afrikaspielen, den Panamerikanischen Spielen, den Südostasienspielen, den Island Games und der Universiade im Programm.
== BWF Super Series ==
| Veranstaltung  | Herreneinzel     | Dameneinzel       | Herrendoppel                        | Damendoppel                             | Mixed                                       |
| -------------- | ---------------- | ----------------- | ----------------------------------- | --------------------------------------- | ------------------------------------------- |
| England        | Chen Long        | Carolina Marín    | Mathias Boe Carsten Mogensen        | Bao Yixin Tang Yuanting                 | Zhang Nan Zhao Yunlei                       |
| India          | Srikanth Kidambi | Saina Nehwal      | Chai Biao Hong Wei                  | Misaki Matsutomo Ayaka Takahashi        | Liu Cheng Bao Yixin                         |
| Malaysia       | Chen Long        | Carolina Marín    | Mohammad Ahsan Hendra Setiawan      | Luo Ying Luo Yu                         | Zhang Nan Zhao Yunlei                       |
| Singapur       | Kento Momota     | Sun Yu            | Angga Pratama Ricky Karanda Suwardi | Ou Dongni Yu Xiaohan                    | Zhang Nan Zhao Yunlei                       |
| Australien     | Chen Long        | Carolina Marín    | Lee Yong-dae Yoo Yeon-seong         | Ma Jin Tang Yuanting                    | Lee Chun Hei Chau Hoi Wah                   |
| Indonesien     | Kento Momota     | Ratchanok Intanon | Ko Sung-hyun Shin Baek-cheol        | Tang Jinhua Tian Qing                   | Xu Chen Ma Jin                              |
| Japan          | Lin Dan          | Nozomi Okuhara    | Lee Yong-dae Yoo Yeon-seong         | Zhao Yunlei Zhong Qianxin               | Joachim Fischer Nielsen Christinna Pedersen |
| Korea          | Chen Long        | Sung Ji-hyun      | Lee Yong-dae Yoo Yeon-seong         | Nitya Krishinda Maheswari Greysia Polii | Zhang Nan Zhao Yunlei                       |
| Dänemark       | Chen Long        | Li Xuerui         | Lee Yong-dae Yoo Yeon-seong         | Jung Kyung-eun Shin Seung-chan          | Ko Sung-hyun Kim Ha-na                      |
| Frankreich     | Lee Chong Wei    | Carolina Marín    | Lee Yong-dae Yoo Yeon-seong         | Huang Yaqiong Tang Jinhua               | Ko Sung-hyun Kim Ha-na                      |
| China          | Lee Chong Wei    | Li Xuerui         | Kim Gi-jung Kim Sa-rang             | Tang Yuanting Yu Yang                   | Zhang Nan Zhao Yunlei                       |
| Hongkong       | Lee Chong Wei    | Carolina Marín    | Lee Yong-dae Yoo Yeon-seong         | Tian Qing Zhao Yunlei                   | Zhang Nan Zhao Yunlei                       |
| Masters Finals | Kento Momota     | Nozomi Okuhara    | Mohammad Ahsan Hendra Setiawan      | Luo Ying Luo Yu                         | Chris Adcock Gabrielle Adcock               |

== BWF Grand Prix ==
| Veranstaltung          | Herreneinzel             | Dameneinzel       | Herrendoppel                                   | Damendoppel                                     | Mixed                                       |
| ---------------------- | ------------------------ | ----------------- | ---------------------------------------------- | ----------------------------------------------- | ------------------------------------------- |
| Malaysia Open          | Lee Hyun-il              | Nozomi Okuhara    | Kenta Kazuno Kazushi Yamada                    | Christinna Pedersen Kamilla Rytter Juhl         | Joachim Fischer Nielsen Christinna Pedersen |
| India Open             | Kashyap Parupalli        | Saina Nehwal      | Mathias Boe Carsten Mogensen                   | Amelia Alicia Anscelly Soong Fie Cho            | Ricky Widianto Richi Puspita Dili           |
| German Open            | Jan Ø. Jørgensen         | Sung Ji-hyun      | Mads Conrad-Petersen Mads Pieler Kolding       | Christinna Pedersen Kamilla Rytter Juhl         | Mads Pieler Kolding Kamilla Rytter Juhl     |
| Swiss Open             | Srikanth Kidambi         | Sun Yu            | Cai Yun Lu Kai                                 | Bao Yixin Tang Yuanting                         | Lu Kai Huang Yaqiong                        |
| China Masters          | Wang Zhengming           | He Bingjiao       | Li Junhui Liu Yuchen                           | Tang Jinhua Zhong Qianxin                       | Liu Cheng Bao Yixin                         |
| New Zealand Open       | Lee Hyun-il              | Saena Kawakami    | Huang Kaixiang Zheng Siwei                     | Xia Huan Zhong Qianxin                          | Zheng Siwei Chen Qingchen                   |
| US Open                | Lee Chong Wei            | Nozomi Okuhara    | Li Junhui Liu Yuchen                           | Yu Yang Zhong Qianxin                           | Huang Kaixiang Huang Dongping               |
| Canada Open            | Lee Chong Wei            | Michelle Li       | Li Junhui Liu Yuchen                           | Jwala Gutta Ashwini Ponnappa                    | Lee Chun Hei Chau Hoi Wah                   |
| Taipei Open            | Chen Long                | Wang Yihan        | Fu Haifeng Zhang Nan                           | Nitya Krishinda Maheswari Greysia Polii         | Ko Sung-hyun Kim Ha-na                      |
| Russia                 | Tommy Sugiarto           | Kristína Gavnholt | Vladimir Ivanov Ivan Sozonov                   | Gabriela Stoeva Stefani Stoeva                  | Chan Peng Soon Goh Liu Ying                 |
| Vietnam Open           | Tommy Sugiarto           | Saena Kawakami    | Li Junhui Liu Yuchen                           | Jongkolphan Kititharakul Rawinda Prajongjai     | Huang Kaixiang Huang Dongping               |
| Thailand Open          | Lee Hyun-il              | Sung Ji-hyun      | Wahyu Nayaka Ade Yusuf                         | Huang Dongping Li Yinhui                        | Choi Sol-gyu Eom Hye-won                    |
| Dutch Open             | Ajay Jayaram             | Kirsty Gilmour    | Koo Kien Keat Tan Boon Heong                   | Gabriela Stoeva Stefani Stoeva                  | Ronan Labar Émilie Lefel                    |
| Taipei Grand Prix      | Sony Dwi Kuncoro         | Lee Jang-mi       | Markus Fernaldi Gideon Kevin Sanjaya Sukamuljo | Anggia Shitta Awanda Ni Ketut Mahadewi Istarani | Ronald Alexander Melati Daeva Oktavianti    |
| Bitburger Open         | Ng Ka Long               | Akane Yamaguchi   | Mads Conrad-Petersen Mads Pieler Kolding       | Tang Yuanting Yu Yang                           | Robert Mateusiak Nadieżda Zięba             |
| Korea Masters          | Lee Dong-keun            | Sayaka Sato       | Kim Gi-jung Kim Sa-rang                        | Chang Ye-na Lee So-hee                          | Ko Sung-hyun Kim Ha-na                      |
| Scottish Open          | Hans-Kristian Vittinghus | Line Kjærsfeldt   | Michael Fuchs Johannes Schöttler               | Yuki Fukushima Sayaka Hirota                    | Vitaliy Durkin Nina Vislova                 |
| Brazil Open            | Lin Dan                  | Shen Yaying       | Huang Kaixiang Zheng Siwei                     | Chen Qingchen Jia Yifan                         | Zheng Siwei Chen Qingchen                   |
| Macau                  | Jeon Hyeok-jin           | P. V. Sindhu      | Ko Sung-hyun Shin Baek-cheol                   | Jung Kyung-eun Shin Seung-chan                  | Shin Baek-cheol Chae Yoo-jung               |
| Indonesia Masters      | Tommy Sugiarto           | He Bingjiao       | Berry Angriawan Ryan Agung Saputra             | Tang Yuanting Yu Yang                           | Tontowi Ahmad Liliyana Natsir               |
| US Grand Prix          | Lee Hyun-il              | Pai Yu-po         | Goh V Shem Tan Wee Kiong                       | Jung Kyung-eun Shin Seung-chan                  | Choi Sol-gyu Eom Hye-won                    |
| Mexico City Grand Prix | Lee Dong-keun            | Sayaka Sato       | Manu Attri B. Sumeeth Reddy                    | Shizuka Matsuo Mami Naito                       | Chan Peng Soon Goh Liu Ying                 |

## Jahresterminkalender
| - 6. Januar–11. Januar Thailand International - 8. Januar–11. Januar Estonian International - 13. Januar–18. Januar Malaysia Masters - 13. Januar–18. Januar Thailand Juniors - 14. Januar–17. Januar Polish Juniors - 15. Januar–18. Januar Swedish Masters - 20. Januar–25. Januar India Open Grand Prix - 22. Januar–25. Januar Iceland International - 27. Januar–1. Februar Chinese International - 12. Februar–15. Februar Mannschaftseuropameisterschaft - 12. Februar–15. Februar Ozeanienmeisterschaft - 12. Februar–15. Februar Iran Fajr International - 12. Februar–15. Februar Hungarian Juniors - 12. Februar–18. Februar Junioren-Ozeanienmeisterschaft - 18. Februar–21. Februar Austrian International - 19. Februar–22. Februar Uganda International - 19. Februar–22. Februar Peru International Series - 20. Februar–22. Februar Spanish Juniors - 24. Februar–27. Februar Peru Juniors - 24. Februar–1. März German Open - 24. Februar–1. März Dutch Juniors - 3. März–6. März Colombia Juniors - 3. März–8. März All England - 5. März–8. März German Juniors - 5. März–8. März Portugal International - 10. März–15. März Swiss Open - 11. März–15. März Mercosul International - 12. März–15. März Romanian International - 13. März–15. März Italian Juniors - 17. März–22. März Vietnam International - 19. März–22. März Polish Open - 20. März–22. März Uppsala Juniors - 24. März–29. März India Open - 25. März–29. März Giraldilla - 26. März–29. März Orléans International - 26. März–4. April Junioren-Europameisterschaft - 31. März–5. April Malaysia Open - 1. April–5. April Osaka International - 2. April–5. April Finnish Open - 7. April–12. April Singapur Open - 9. April–12. April Croatian International - 14. April–19. April China Masters - 14. April–19. April USM International - 16. April–19. April Dutch International - 22. April–26. April Peru International - 28. April–3. Mai New Zealand Open - 30. April–3. Mai Greece International - 30. April–3. Mai Chile International - 7. Mai–10. Mai Slovenian International - 10. Mai–17. Mai Sudirman Cup - 21. Mai–24. Mai Trinidad and Tobago International - 26. Mai–31. Mai Australian Open - 28. Mai–31. Mai Riga International - 2. Juni–7. Juni Indonesia Open - 4. Juni–7. Juni Lithuanian International - 9. Juni–14. Juni Thailand Open - 9. Juni–14. Juni Maldives International - 10. Juni–14. Juni Europapokal - 11. Juni–14. Juni Mauritius International - 5. Juni–16. Juni Südostasienspiele - 12. Juni–28. Juni Europaspiele - 22. Juni–28. Juni Canada Open - 27. Juni–3. Juli Island Games - 30. Juni–5. Juli US Open - 1. Juli–5. Juli St. Petersburg White Nights - 3. Juli–14. Juli Universiade | - 4. Juli–18. Juli Pazifikspiele - 14. Juli–19. Juli Chinese Taipei Open - 10. Juli–26. Juli Panamerikanische Spiele - 21. Juli–26. Juli Russia Open - 24. Juli–2. August Special Olympics - 16. August–23. August Weltmeisterschaft - 24. August–30. August Vietnam Open - 27. August–30. August Slovak International - 1. September–6. September Indonesia International - 2. September–6. September Guatemala International - 3. September–6. September Kharkiv International - 1. September–7. September Europäische Hochschulmeisterschaften - 4. September–19. September Afrikaspiele - 5. September–11. September Commonwealth Youth Games - 9. September–12. September Belgian International - 9. September–13. September Mexico International - 8. September–13. September Japan Open - 10. September–13. September Auckland International - 15. September–20. September Korea Open - 16. September–20. September Maribyrnong International - 17. September–20. September Polish International - 20. September–26. September Seniorenweltmeisterschaft - 22. September–27. September Chinese Taipei Grand Prix - 23. September–27. September Colombia International - 23. September–27. September Sydney International - 24. September–27. September Czech International - 30. September–3. Oktober Bulgarian International - 29. September–4. Oktober Thailand Open - 30. September–4. Oktober Vietnam International Series - 6. Oktober–11. Oktober Dutch Open - 13. Oktober–18. Oktober Denmark Open - 14. Oktober–18. Oktober Chile International - 15. Oktober–18. Oktober Swiss International - 21. Oktober–24. Oktober Israel International - 21. Oktober–25. Oktober Brazil International - 20. Oktober–25. Oktober French Open - 27. Oktober–1. November Bitburger Open - 29. Oktober–1. November Hungarian International - 3. November–8. November Korea Masters - 4. November–15. November Junioren-Weltmeisterschaft - 10. November–15. November China Open - 12. November–15. November Norwegian International - 5. November–21. November Juegos Deportivos Nacionales de Colombia - 17. November–22. November Hongkong Open - 17. November–21. November Suriname International - 18. November–22. November Scottish Open - 25. November–28. November Welsh International - 24. November–29. November Brazil Grand Prix - 24. November–29. November Macau Open - 1. Dezember–5. Dezember USA International - 1. Dezember–5. Dezember Bangladesh International - 2. Dezember–5. Dezember Irish Open - 1. Dezember–6. Dezember Indonesian Masters - 7. Dezember–11. Dezember Italian International - 7. Dezember–12. Dezember US Grand Prix - 9. Dezember–13. Dezember BWF Super Series Finals - 10. Dezember–13. Dezember India International - 16. Dezember–20. Dezember Mexico City Grand Prix - 17. Dezember–20. Dezember Turkey International |